# San José de Seque
Pour les articles homonymes, voir San José.
San José de Seque est la capitale de la paroisse civile de Seque de la municipalité de Buchivacoa de l'État de Falcón au Venezuela.